# NGC 919
NGC 919 je galaksija u zviježđu Ovan.

## Vanjske poveznice
- SEDS: NGC 919